# Saint Cecilia
Saint Cecilia è il quarto EP del gruppo musicale statunitense Foo Fighters, pubblicato il 23 novembre 2015 dalla Roswell Records e dalla RCA Records.

## Descrizione
Pubblicato gratuitamente come ringraziamento ai fan per il supporto datogli negli ultimi due anni, l'EP è costituito da cinque brani (di cui uno, The Neverending Sigh, fu composto nel 1995) registrati presso un improvvisato studio di registrazione creato in una stanza del Saint Cecilia Hotel di Austin.
Il frontman Dave Grohl ha inoltre dedicato l'EP alle vittime degli attentati di Parigi del 13 novembre 2015.

## Tracce
Testi e musiche di Foo Fighters.
1. Saint Cecilia – 3:41
2. Sean – 2:11
3. Savior Breath – 3:11
4. Iron Rooster – 4:11
5. The Neverending Sigh – 4:45

## Formazione
Gruppo
- Dave Grohl – voce, chitarra, percussioni (traccia 1), pianoforte (traccia 4)
- Pat Smear – chitarra
- Chris Shiflett – chitarra
- Nate Mendel – basso
- Rami Jaffee – tastiera (tracce 1, 2 e 5)
- Taylor Hawkins – batteria, cori (tracce 2, 4), pianoforte e percussioni (traccia 4)

Altri musicisti
- Ben Kweller – cori (traccia 1)
- John Lousteau – percussioni (traccia 4)

Produzione
- Kevin Szymanski – registrazione (eccetto traccia 4)
- John Ross Silva – ingegneria del suono aggiuntiva
- John Lousteau – registrazione (traccia 4)
- Emily Lazar – mastering

## Classifiche
| Classifica (2016)        | Posizione massima |
| ------------------------ | ----------------- |
| Stati Uniti              | 117               |
| Stati Uniti (hard rock)  | 4                 |
| Stati Uniti (rock)       | 16                |
| Stati Uniti (tastemaker) | 9                 |